# سنژنوگورسکی
سنژنوگورسکی (به لاتین: Snezhnogorsky) یک منطقهٔ مسکونی در روسیه است که در استان آمور واقع شده‌است.